# Iglesia de San Vicente de Paúl (París)
La Iglesia de San Vicente de Paúl (del francés: église Saint-Vincent-de-Paul) es una iglesia católica francesa del siglo XIX erigida en estilo neoclásico en el X Distrito de París y dedicada en honor a San Vicente de Paúl. Está situada en el antiguo emplazamiento de la Maison Saint-Lazare donde tuvo su residencia la Congregación de la Misión y donde vivió y trabajó Vicente de Paúl entre 1632 y 1793.
La iglesia y su decoración interior fueron inscritas al título de monumento histórico desde el 30 de noviembre de 1944.

## Historia

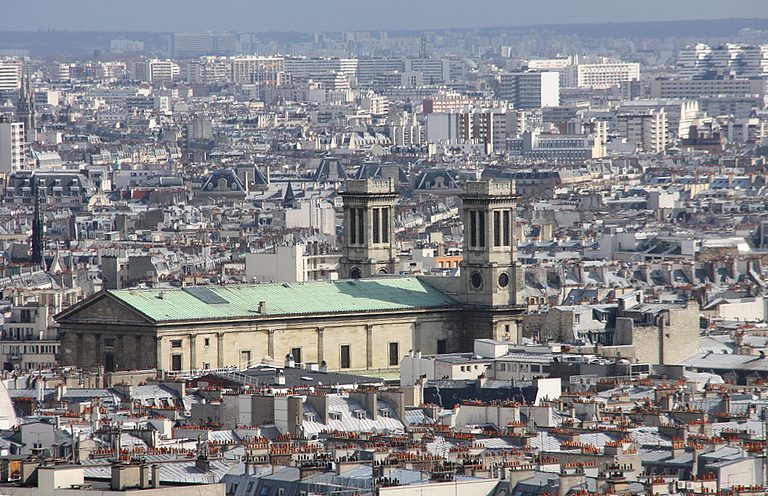
La iglesia elevándose sobre el caserío próximo

La construcción del templo fue inicialmente confiada a Jean-Baptiste Lepère, un renombrado arquitecto de la época. La primera piedra se puso en agosto de 1824 en presencia del Prefecto del Sena y del arzobispo de París. La obra, sin embargo, avanzaba con lentitud fruto de la escasez de medios económicos y de la Revolución de 1830. En 1831 el proyecto pasó a manos de Jacques Hittorff quien consiguió concluir la obra en 1844. Meses después, en octubre, la iglesia fue inaugurada.  El cambio de arquitecto supuso variaciones notables en el proyecto inicial añadiendo una segunda torre y mejorando la integración de la iglesia en la vecina plaza Franz Liszt, además se creó un sistema de rampas, hoy en día sustituidas por jardines,  para facilitar el acceso a las calesas.
En 1871 el templo recibió hasta 30 disparos de obús durante la revuelta popular que dio lugar a la Comuna de París.

## Estructura
La iglesia de estilo neoclásico posee una planta basilical de 80 metros de largo y 27 metros de altura. En su pórtico se encuentra un frontón claramente inspirado en los templos griegos y esculpido por Charles-François Lebœuf-Nanteuil. Su temática es el apoteosis de San Vicente de Paúl. En el interior se observa un fresco pintado entre 1848 y 1853 por Hippolyte Flandrin que representa a 160 santos avanzando hacía el santuario. La decoración de la capilla de la Virgen fue obra de William Adolphe Bouguereau (1885-1889) mientras que la representación del Calvario que se encuentra sobre el altar principal fue realizado por François Rude.

## Órgano
La iglesia posee dos órganos, el grande y el pequeño, el mayor compuesto por casi 5000 tubos fue realizado en 1852 por  Aristide Cavaillé-Coll. 
Entre los organistas que tuvo el templo se encuentran personajes como :
- Louis Braille más conocido por inventar el Braille
- Léon Boëllmann
- Alexandre Georges
- Henri Nibelle
- Louis Morand
- Jean Costa
- y Pierre Cambourian (su actual titular)

## Galería de imágenes

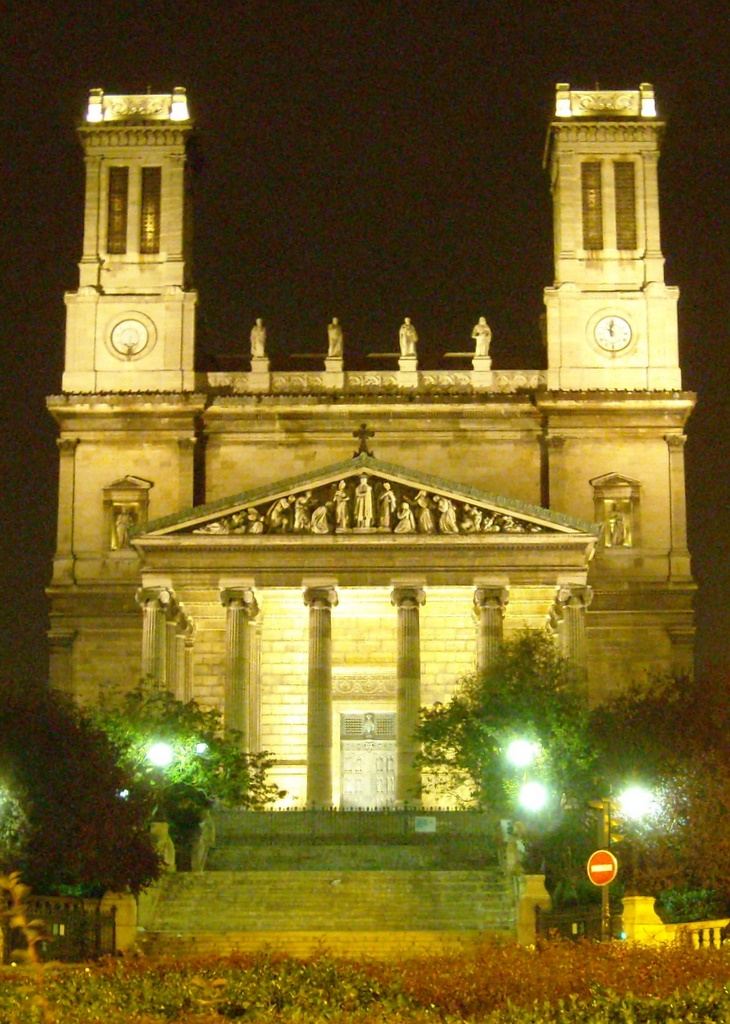
La iglesia de noche
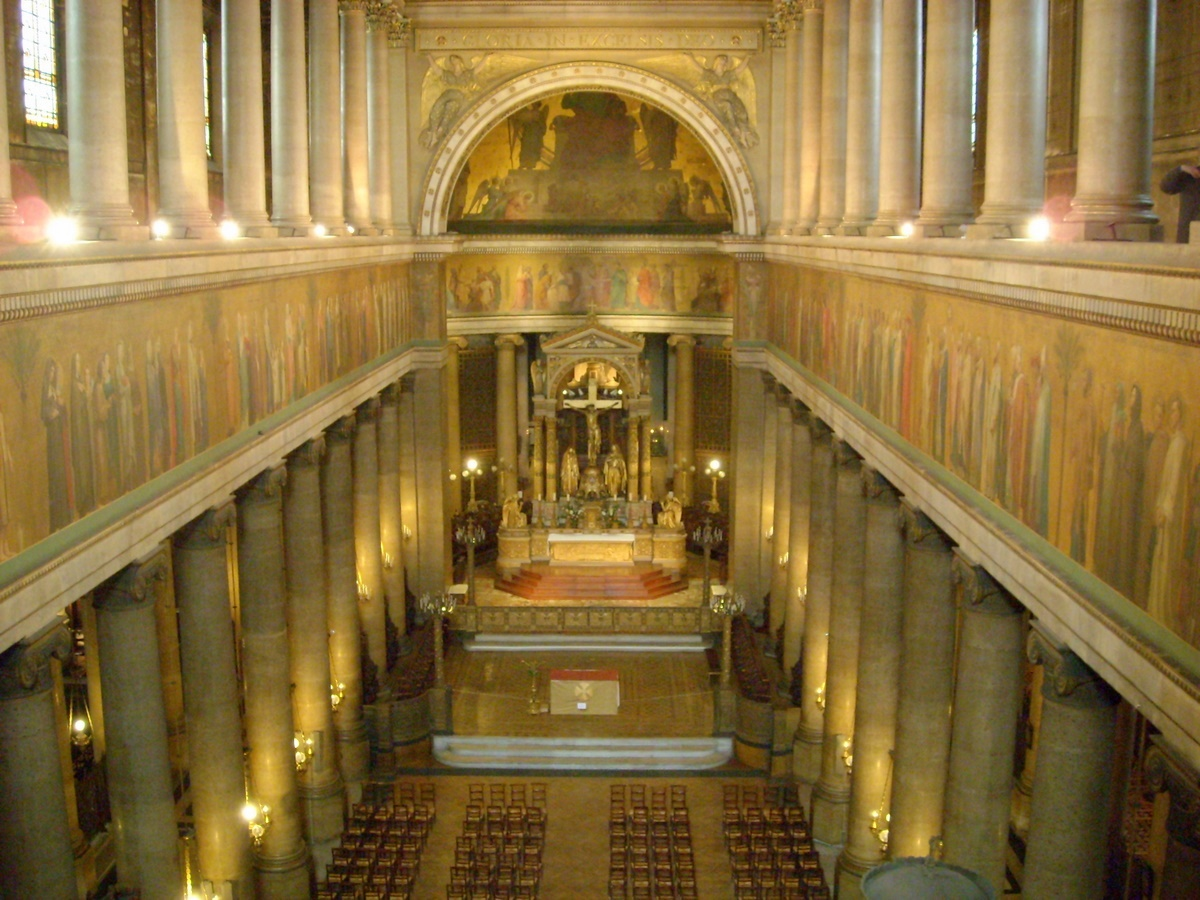
Vista general de la nave
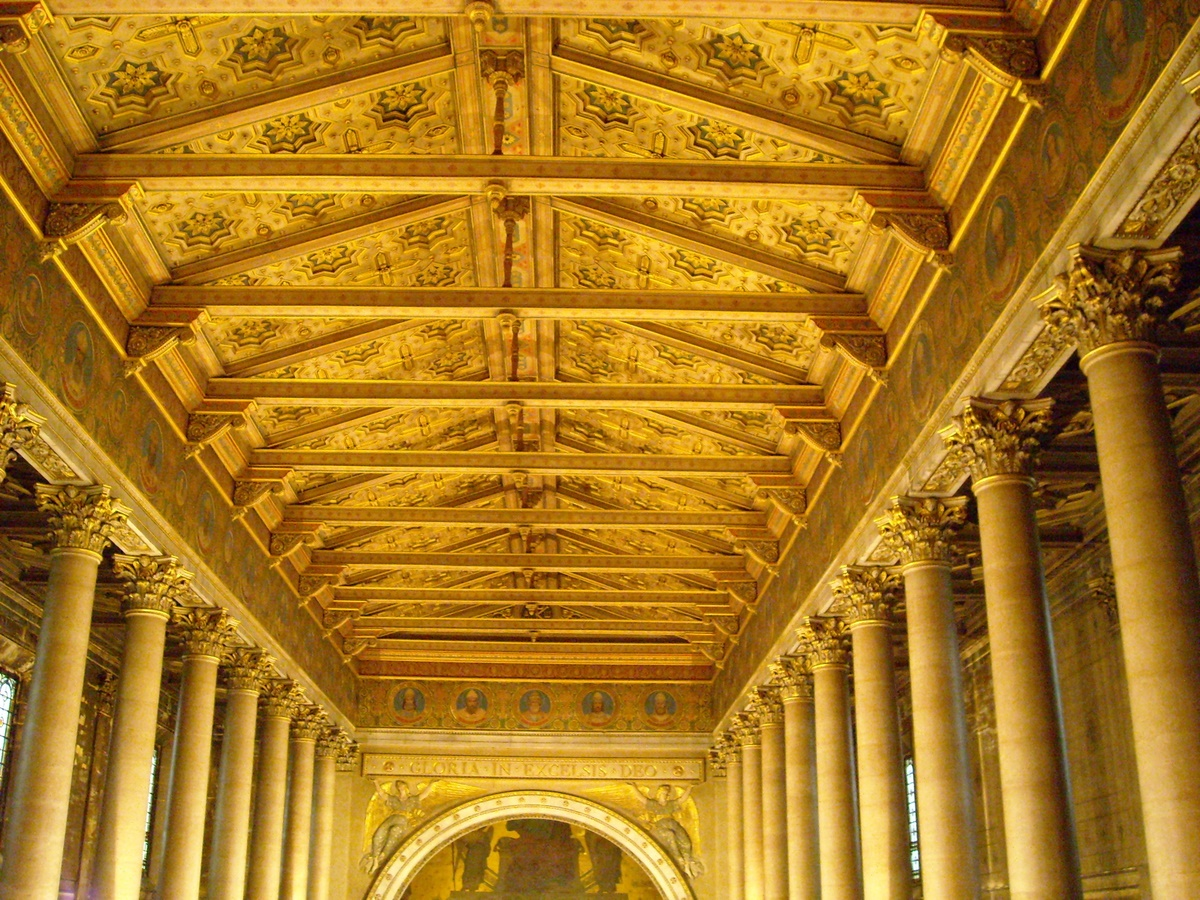
Parte alta de la nave
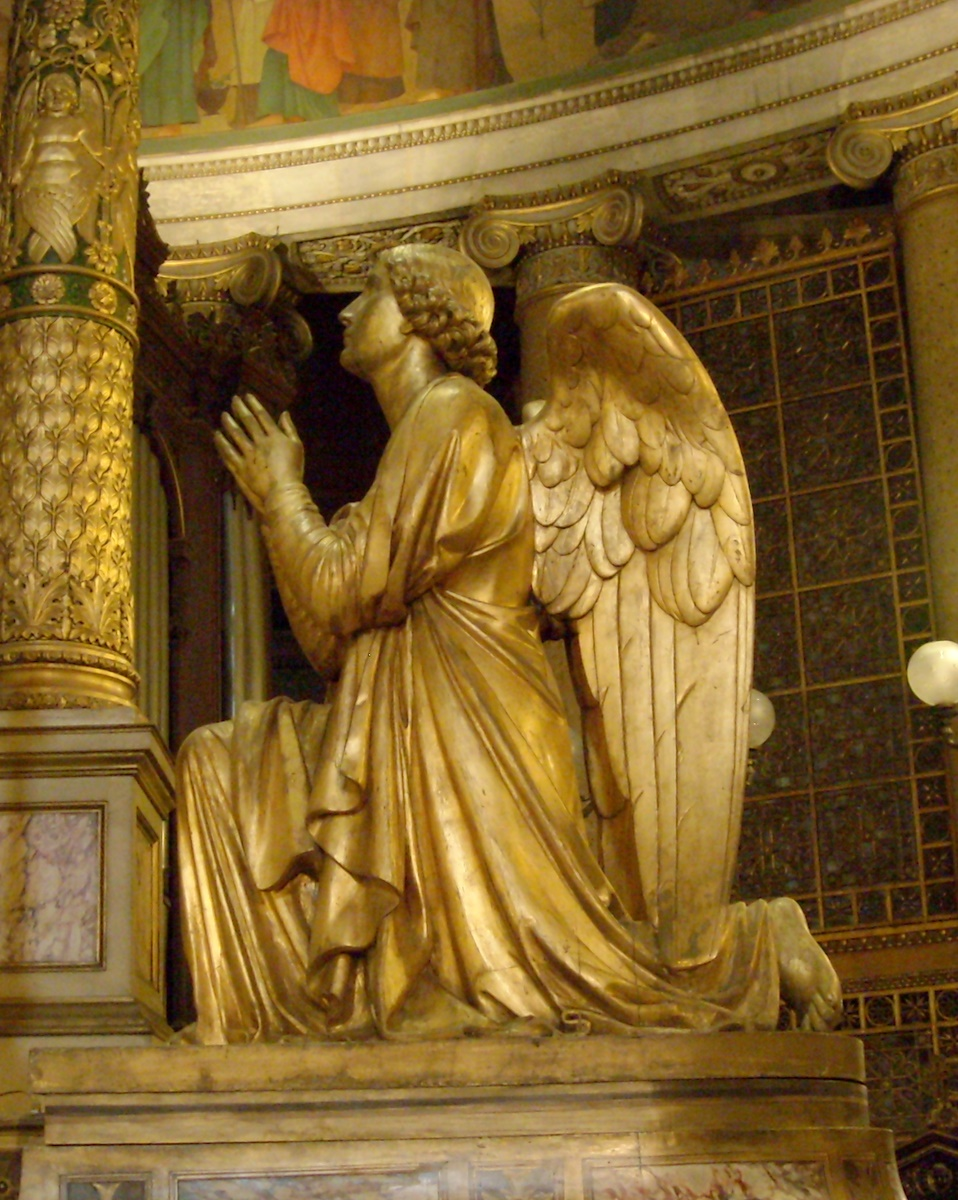
Uno de los ángeles del altar principal
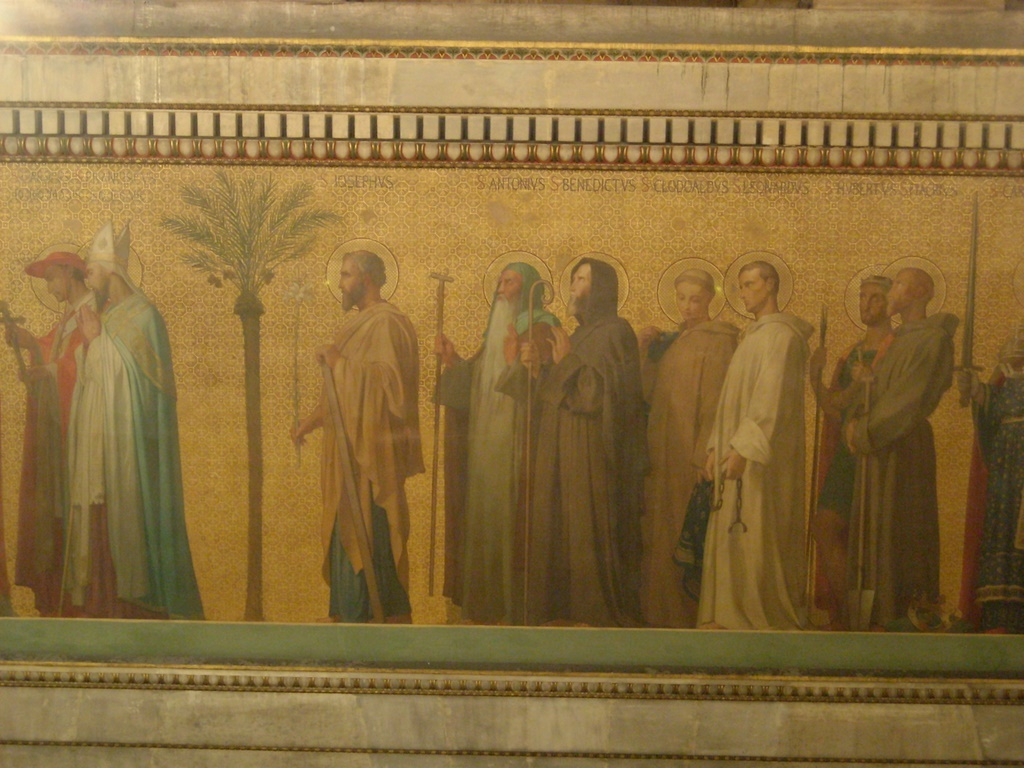
Detalle del fresco pintado por Flandrin
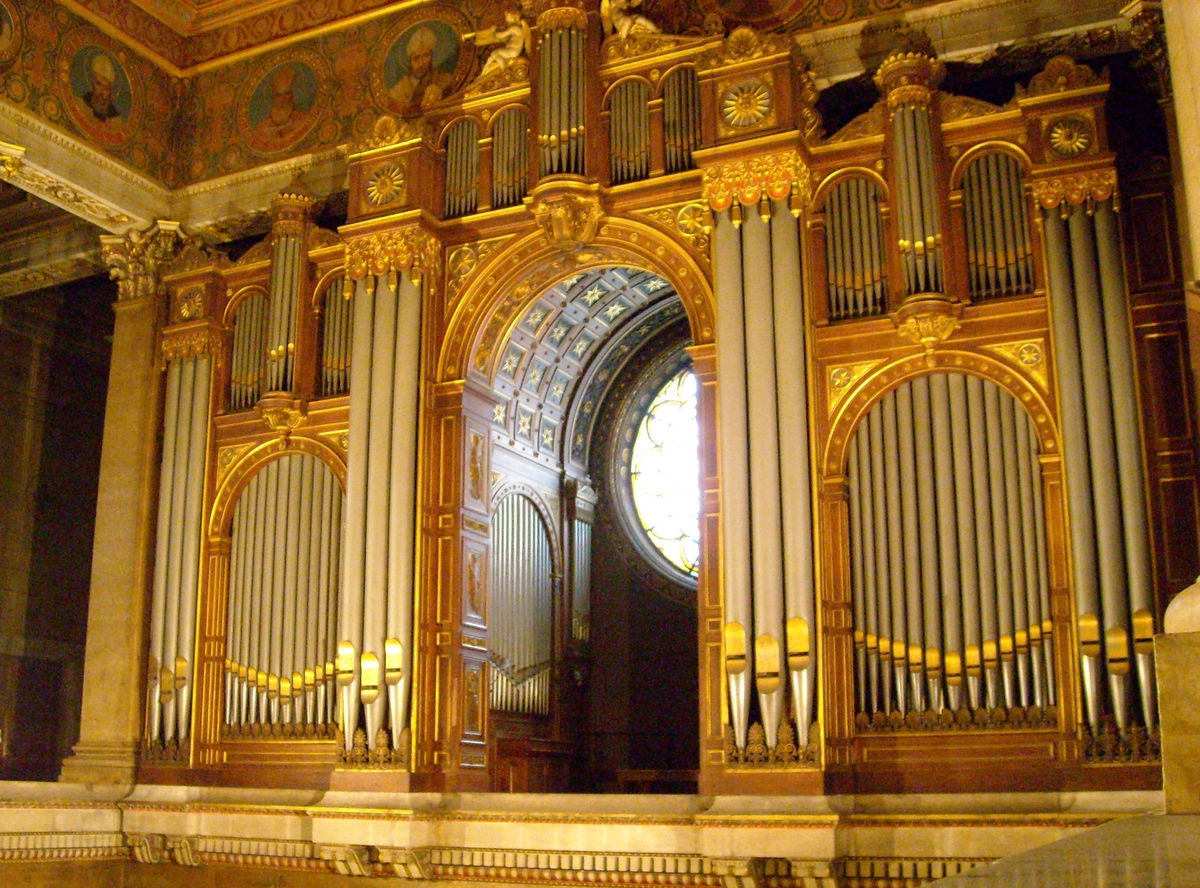
El gran órgano